# ولش واتر
ولش واتر (انگلیسی: Welsh Water) شرکت برق بریتانیایی است، که در سال ۱۹۸۹ تأسیس شد.